# Basananthe botryoidea
Basananthe botryoidea là một loài thực vật có hoa trong họ Lạc tiên. Loài này được A.Robyns mô tả khoa học đầu tiên năm 1989.